# William Cave
William Cave, né le 30 décembre 1637 à Pickwell dans le Leicestershire en Angleterre et mort le 4 août 1713 au château de Windsor, est un pasteur anglican et érudit patristique anglais. « Les ouvrages qu'il a [produits] font honneur à [son] érudition. »

## Biographie
William Cave naît le 30 décembre 1637 à Pickwell dans le Leicestershire en Angleterre, paroisse où officie son père John Cave en tant que pasteur. William va à l’Oakham School puis au St John's College à Cambridge. Il obtient son BA en 1656, son MA en 1660 et son doctorat en divinité (DD, Doctor of Divinity) en 1672. En 1681, il est reçu DD à l'université d'Oxford. Il est pasteur anglican à l'église St Mary's Church à Islington (1662-91), recteur anglican à l'église All-Hallows-the-Great à Londres (1679–89). En 1690, il est nommé pasteur d'Isleworth dans le Middlesex, un endroit paisible qui s'accorde avec son tempérament studieux. Chapelain de Charles II d'Angleterre, il est nommé canon de la chapelle Saint-Georges (au château de Windsor), où il meurt. Son corps est enterré à l'église St Mary's Church à Islington, auprès de sa femme et de ses enfants,.
Dans ses conversations, Cave a fait montre de culture. En tant que prêcheur, il a fait montre d'éloquence et de langage fleuri ; ses sermons imprimés reflètent ces traits.

## Œuvres

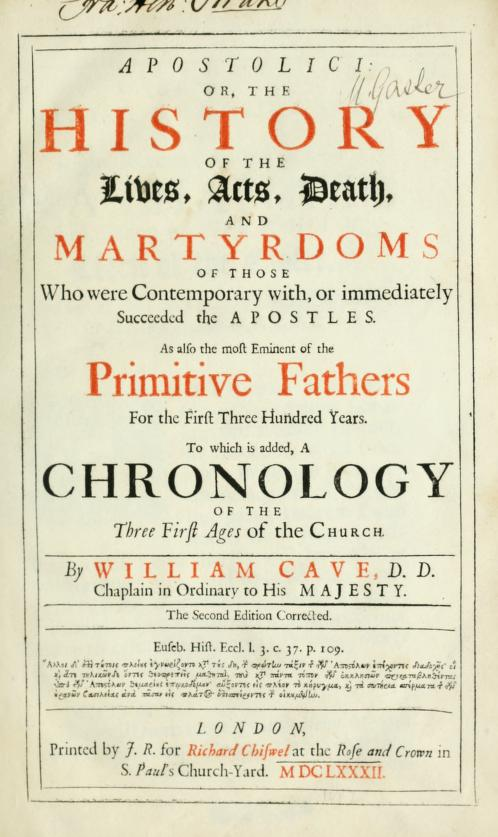
Page-titre d’Apostolici, 2e édition, Londres, 1682.

William Cave est reconnu pour ses recherches approfondies, la clarté de son style et l'organisation de ses ouvrages. Les deux ouvrages qui ont fait sa réputation sont Apostolici; or, The History of the Lives, Acts, Death and Martyrdoms of those who were contemporary with, or immediately succeeded the Apostles, paru en 1677, et Scriptorum Ecclesiasticorum Historia Literaria paru en 1688. Dowling écrit que les ouvrages de Cave « font sans aucun doute partie de ceux qui ont fait progresser l'histoire de l'Église. Ses ouvrages plus courts ont surtout servi à aprrofondir les connaissances sur l'antiquité chrétienne ; son Lives of the Apostles and Primitive Fathers, que l'on peut considérer comme une histoire ecclésiastique des quatre premiers siècles, est à ce jour [en 1838] le plus savant ouvrage du genre qui a jamais été écrit [en anglais] ; et son Historia Literaria est encore le meilleur, le plus utile et le plus complet des ouvrages sur l'histoire littéraire de l'Église,. » Il est cependant à l'occasion critiqué pour avoir manqué de jugement envers ses sources. C'est surtout la conséquence d'avoir choisi de rapporter des faits chrétiens légendaires ou miraculeux qui apparaissent dans les sources auxquelles il a puisées. Ces informations, surtout présentes dans Antiquitates Apostolicae et Apostolici, proviennent d'une grande variété d'ouvrages qui sont souvent les seuls à rapporter de telles informations.

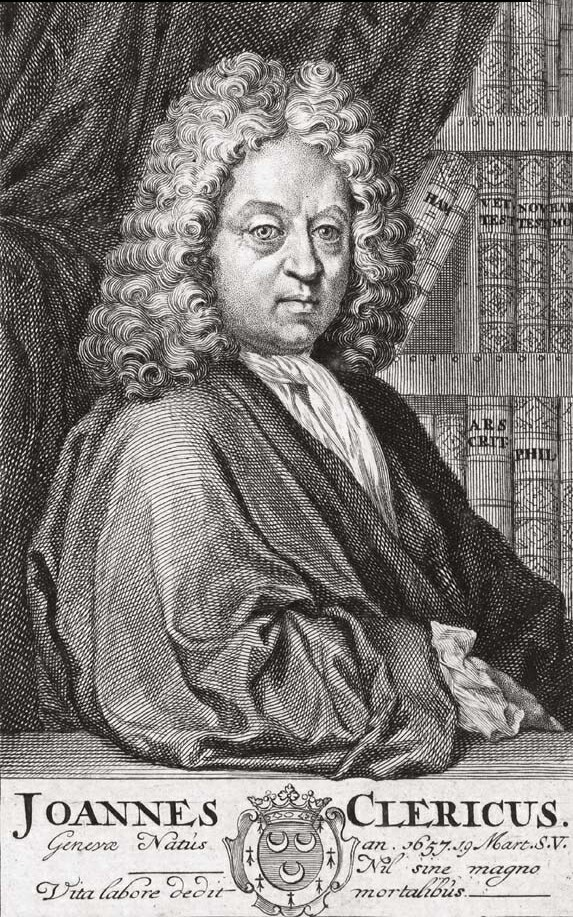
Jean Le Clerc (1657-1736).

Pendant ses études sur l'histoire chrétienne, Cave entre dans une controverse avec Jean Le Clerc, qui rédige sa Bibliothèque universelle et historique. Dans la seconde partie de son Historia Literaria (Londres, 1698), Cave ajoute la dissertation De Eusebii Caesariensis Arianismo adversus Johannem Clericum, qui critique Le Clerc pour avoir qualifié Eusèbe de Césarée d'aryen. Le Clerc réplique dans l'ouvrage Epistolae Criticae et Ecclesiasticae, qui formera la troisième partie de la seconde édition du volume Ars Critica (Amsterdam, 1700). Le Clerc avance que Cave, dans son Historia Literaria, a caché plusieurs choses sur les Pères de l'Église dans le but de les montrer sous un meilleur jour et qu'au lieu d'écrire leur biographie, il a souvent préféré rédiger leur panégyrique,. Cave réplique la même année dans son Epistola Apologetica (Londres, 1700), qui sera réimprimé à la fin du second volume de son Historia Literaria, publié à Oxford en 1743.
Autres ouvrages de William Cave :
- (en) Primitive Christianity: or, the Religion of the ancient Christians in the first Ages of the Gospel, 2 volumes, 1672. Réimprimé plusieurs fois (volume 1, Londres, 1839 et volume 2, Londres, 1839).
- (la) Tabulae Ecclesiasticae [Tableau des écrivains ecclésiastiques], 1674
- (en) Antiquitates Apostolicae: or, The History of the Lives, Acts, and Martyrdoms of the Holy Apostles of our Saviour and the two Evangelists, St. Mark and St. Luke, 1675. Publié la première fois dans Jeremy Taylor, Antiquitates christianae. Réimprimé plusieurs fois (volume 1, Londres, 1834 et volume 2, Londres, 1834).
- (en) Apostolici: or, the history of the lives, acts, death and martyrdoms of those who were contemporary with, or immediately succeeded the apostles. As also the most eminent of the primitive fathers for the first three hundred years, 1677 (2e édition, Londres, 1682. Réimprimé plus tard sous le titre Lives of the most eminent Fathers of the Church that flourished in the first four centuries (volume 1, Oxford, 1840,
- (en) A Dissertation concerning the Government of the Ancient Church by Bishops, Metropolitans and Patriarchs, 1683
- (en) Ecclesiastici: or, the History of the lives, acts, death and writings of the most eminent Fathers of the Church, 1683. Réimprimé plus tard sous le titre Lives of the most eminent Fathers of the Church that flourished in the first four centuries (volume 2, Oxford, 1840 et volume 3, Oxford, 1840).
- (en) Scriptorum Ecclesiasticorum Historia Literaria a Christo nato usque ad saeculum XIV. Publié en deux parties : première partie à Londres, 1688 et deuxième partie, Londres, 1698. Réimprimé plusieurs fois. L'édition parue à Genève en 1705 l'a été sans l'autorisation de l'auteur, puis réimprimé  à Genève en 1720. La publication de 1705 aurait causé une grande perte à l'auteur ; il aurait affirmé être tellement dégoûté qu'il aurait refusé de travailler sur une seconde édition, mais il a passé une grande partie de ses dernières années à réviser cet ouvrage[7]. Ses retouches correspondent à un tiers de l'ensemble de l'ouvrage et il a écrit de nouveaux prolégomènes. L'ouvrage sera imprimé en deux volumes, avec ajouts et corrections de Daniel Waterland, par Henry Wharton (premier volume, Oxford, 1740 et deuxième volume, Oxford, 1743). Cette seconde édition est la meilleure.
- Sermons : 
  - (en) A Sermon before the King at Whitehall, 23 January 1675, Londres, 1676
  - (en) A Sermon before the Lord Mayor at St. Mary-le-Bow, 5 November 1680, Londres, 1680
  - (en) A Sermon before the King at Whitehall, 18 January 1684, Londres, 1685

### Citations originales
1. ↑  (en) « rank undoubtedly among those which have affected the progress of Church-history.  His smaller works greatly tended to extend an acquaintance with Christian Antiquity; his Lives of the Apostles and Primitive Fathers, which may be regarded as an Ecclesiastical history of the first four centuries, is to this very day [i.e. 1838] the most learned work of the kind which has been written in our own language; and his Historia Literaria is still the best and most convenient complete work on the literary history of the Church. »